# Lakisto
Lakisto  est un quartier de la ville d'Espoo en Finlande.

## Description
La partie sud de Lakisto longe la Vihdintie (route régionale 120, ancienne route nationale 2). De là, les routes régionales se séparent au sud vers Kunnarla et au nord vers Lepsamaa a Nurmijärvi . 
Moins de dix kilomètres séparent Lakisto de l'intersection de la rocade III et environ 25 kilomètres du centre-ville d'Helsinki.